# Martín Lantigua
José Eloy Martín Lantigua, más conocido como Martín Lantigua, fue un primer actor de televisión venezolana.

## Carrera
Nació el 14 de mayo de 1932 en Las Islas Canarias, España y murió el 8 de septiembre de 2013, en Caracas, Venezuela, tras permanecer varios días hospitalizado en la clínica La Floresta de Caracas, sufría de Parkinson, enfermedad con la que luchó por varios años.

## Filmografía
- 1966 Hogueras de pasión (Venevisión)
- 1970 Esmeralda ...  Bobo Alipio (Venevisión)
- 1972 Lucecita ...  Álvaro (Venevisión)
- 1972 La mujer prohibida ...  Marcos Villena (Venevisión)
- 1973 La loba ...  Marcos Villena (Venevisión)
- 1975 Mi hermana gemela ...  Marcelo El Isleño (Venevisión)
- 1975 Mariana de la noche ... Atilio Montenegro (Venevisión)
- 1975 Mamá ... Álvaro (Venevisión)
- 1975 La señorita Elena ... Álvaro (Venevisión)
- 1976 Daniela ... José Vicente (Venevisión)
- 1976 Cumbres borrascosas ...  Enrique (Venevisión)
- 1976 La Zulianita ... Franco (Venevisión)
- 1977 Laura y Virginia ... (Venevisión)
- 1978 María del Mar ... Leónidas Parra Montiel (Venevisión)
- 1979 Anacaona ... Martín Zapata (Telemundo de Puerto Rico)
- 1981 Sorángel ... Abraham José Suárez (Venevisión)
- 1982 El Retorno de Ana Rosa (Venevisión)
- 1983 La Venganza .... Mariano Vegas (Venevisión)
- 1983  Maria Fernanda Destino de Amor .... Salvador Rodriguez Fernandez "El Come Mosca" / Tio Jesus Rodriguez Fernandez "El Chamo" (Id Red Canal Television)
- 1984-1985 Diana Carolina ... Tío Chano Macias (Venevisión)
- 1985 Cantaré para tí (Venevisión)
- 1986 María José, oficios del hogar
- 1989 La sombra de Piera ... Giacomo Carriani
- 1990 Emperatriz ... Justo Corona (Marte Televisión)
- 1991 La mujer prohibida ... (Venevisión)
- 1992 Piel ... Clemente (Marte Televisión)
- 1992 La loba herida ... Armando Castillo (Marte Televisión)
- 1993 Sirena (telenovela) ... Manuelote (Marte Televisión)
- 1994 Cruz de nadie ... (Marte Televisión)
- 1995 ¡Ay, Señor, Señor! ... Padre de Lucía
- 1997 Llovizna ... José Ángel Andueza (Marte Televisión)
- 1997 María de los Ángeles (telenovela) ... Teófilio Córdova (RCTV)
- 1998 Samantha ...  Lorenzo del Llano (Venevisión)
- 1999 Mariú ... Benigno García Silva (RCTV)
- 2001 Carissima ... Álvaro Burgos Caicedo (RCTV)
- 2005 Se solicita príncipe azul (telenovela) ...  Padre Dativo (Venevisión)
- 2006 Ciudad Bendita ...  Tobías (Venevisión)
- 2006 Voltea pa'que te enamores ... Constantino Benítez (Venevision)